# Colonización sueca en América
La colonización sueca en América consistió en la expansión del imperio sueco en América entre los siglos XVII y XIX.
Las colonias suecas fueron Nueva Suecia, a lo largo río Delaware en los estados actuales de Delaware, Nueva Jersey, Pensilvania y Maryland de EE. UU., y la isla Saint-Barthélemy, actual San Bartolomé francesa.

## Nueva Suecia (1638-1655)
Nueva Suecia (en sueco: Nya Sverige) fue una colonia del Imperio sueco que se desarrolló en la costa oriental de Norteamérica entre 1638 y 1655. Estaba situada a lo largo de los tramos inferiores del río Delaware y en la zona interior de la bahía del mismo nombre. Establecida durante la guerra de los Treinta Años, cuando Suecia era una gran potencia, Nueva Suecia formó parte de los esfuerzos suecos por colonizar América creando una colonia agrícola (cultivo de tabaco) y de comercio de pieles para evitar a los comerciantes franceses, británicos y neerlandeses.
La empresa fue llevada a cabo por la Compañía de la Nueva Suecia, que tenía accionistas suecos, neerlandeses y alemanes. La primera expedición zarpó del puerto de Gotemburgo a finales de 1637, organizada y supervisada por Clas Larsson Fleming, un almirante sueco de origen finlandés. Samuel Blommaert, comerciante flamenco/neerlandés y uno de los inversionistas, ayudó y aconsejó nombrar a Peter Minuit (antiguo gobernador de la colonia neerlandesa de Nuevos Países Bajos) para dirigir la expedición. Minuit, descontento tras ser destituido de su cargo, eligió un lugar en el río Delaware que sabía que era estratégico y punto débil de sus antiguos empleadores y que en realidad los neerlandeses consideraban suyo, aunque no lo habían ocupado con ningún asentamiento. Lo primero que hizo Minuit tras desembarcar el 29 de marzo de 1638 fue llegar a un acuerdo de compra de tierras con cinco jefes del pueblo lenape, un pueblo algonquino, a quienes pertenecía el área elegida. El acuerdo se firmó el 8 de abril en el barco Kalmar Nyckel y el precio de compra consistió en mercancías.
Se establecieron asentamientos en ambos lados del río Delaware. Fuerte Cristina, ubicado a orillas del río en lo que hoy es Wilmington (Delaware), fue completado en el otoño de 1638 y fue el primer asentamiento llamado así en honor a Cristina, reina de Suecia. La colonia llegó a estar integrada por unos 600 colonos suecos y finlandeses, que establecieron una próspera colonia bajo el gobernador Johan Björnsson Printz, quien fomentó las buenas relaciones con sus vecinos europeos y con los indios. Otras zonas en las que se establecieron colonos suecos, además del actual estado de Delaware, fueron el sudeste de Pensilvania, donde fundaron su capital cerca de Filadelfia, y el sudoeste de Nueva Jersey. La economía de Nueva Suecia estaba basada en la agricultura y el comercio de pieles.
El control sueco sobre la región solo duró 17 años. En mayo de 1654, soldados de Nueva Suecia liderados por el recién nombrado gobernador Johan Risingh capturaron el neerlandés Fort Casimir (ubicado en el actual New Castle) y lo rebautizaron como Fort Trinity. En noviembre de 1654, los directores de la Compañía Neerlandesa de las Indias Occidentales ordenaron al director general de la colonia de Nuevos Países Bajos de la República de los Siete Países Bajos Unidos, Peter Stuyvesant, que «expulsara» a los suecos del río. En el verano de 1655, Stuyvesant navegó hacia la bahía de Delaware con 7 barcos y 317 soldados y rápidamente retomó Fort Casimir. Stuyvesant luego procedió a la captura de Nueva Suecia, sitiando Fuerte Cristina que se rindió el 15 de septiembre de 1655. Nueva Suecia fue anexionada a la colonia neerlandesa. Finalmente, se convirtió en parte del Imperio británico cuando fue invadida por una flota inglesa en 1664.
El historiador H. Arnold Barton señala que la mayor importancia de Nueva Suecia fue el fuerte y duradero interés en América que la colonia generó en Suecia, aunque la inmigración sueca importante no ocurrió hasta fines del siglo XIX cuando más de un millón de suecos llegaron a América. Tal vez la mayor contribución de Nueva Suecia al desarrollo del Nuevo Mundo haya sido la técnica de construcción de casa de troncos, que había sido inventada en el norte de Escandinavia y que fue llevada por los colonos suecos.
Varias localidades a orillas del río Delaware tienen su origen en los asentamientos suecos, como las actuales Wilmington (en Delaware), Norristown, Marcus Hook, Chester, Eddystone, Darby y Filadelfia (en Pensilvania), así como Salem, Nueva Estocolmo o Swedesboro (en Nueva Jersey).
- Pueblos indígenas conestoga y lenape, a quienes pertenecían las tierras de la futura colonia.
- Maqueta de Fuerte Cristina, el primer asentamiento sueco en América.
- Monumento Nueva Suecia erigido en el lugar del primer desembarco en el arroyo Christina, obra del escultor sueco Carl Milles en Wilminghton (hay una copia en Stenpiren, Gotemburgo).
- C. A. Nothnagle Log House en Gibbstown, es la casa más antigua (1638) de Nueva Jersey: la casa de troncos fue una de las mayores contribución suecas al Nuevo Mundo.

## Compañía Sueco Africana (sigloXVII)

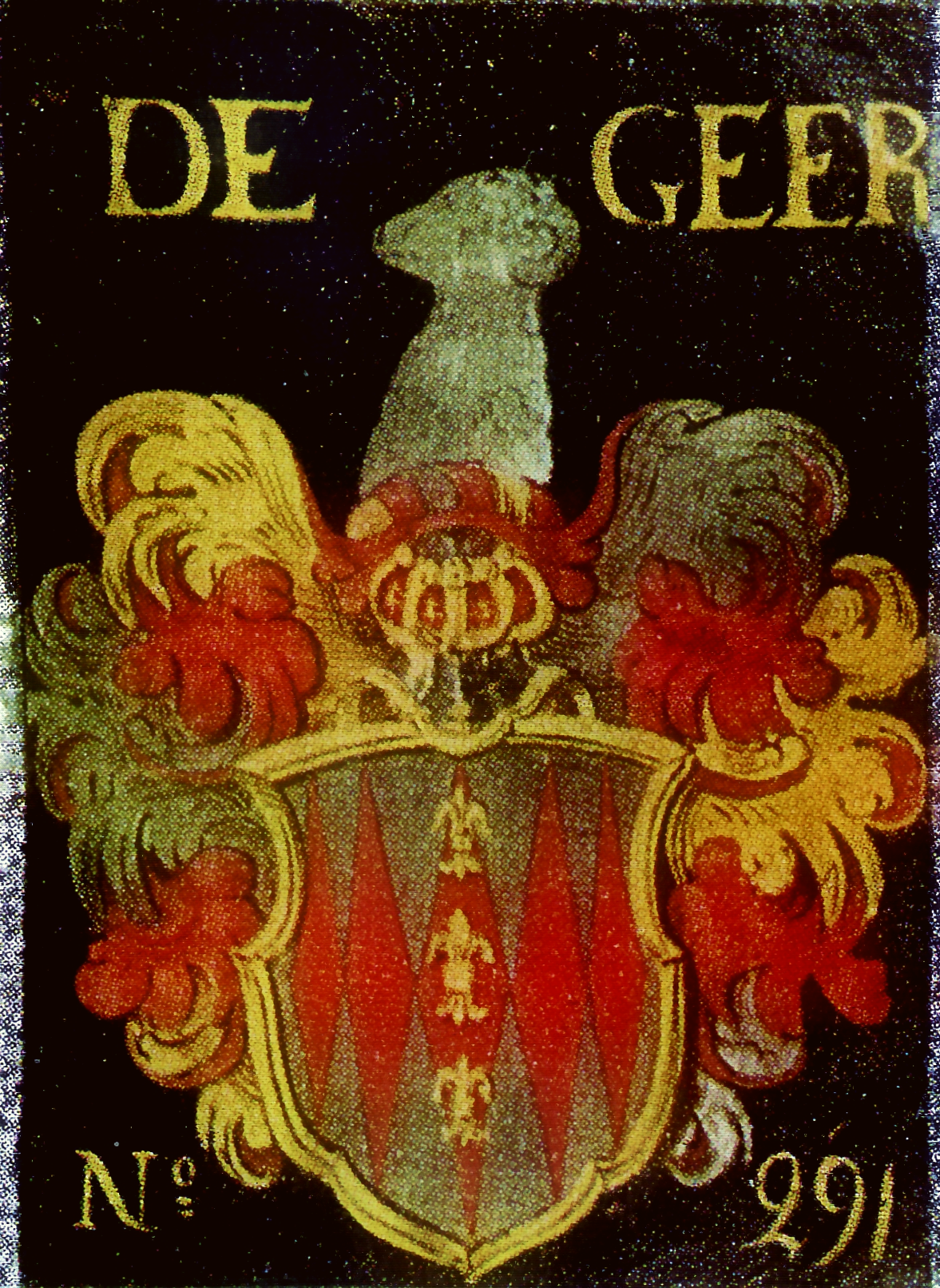
Escudo de De Geer

Además, el comerciante holandés Louis De Geer obtuvo de la reina Cristina de Suecia el permiso para constituir la Compañía Sueco Africana para el comercio triangular a América desde Costa de Oro sueca, colonia en la actual Ghana bajo soberanía sueca de 1650 a 1663.

## San Bartolomé (1785-1878)
En 1784 el rey Gustavo III acordó con Francia la compra de Saint-Barthélemy (Francia) dentro de las negociaciones para el uso del puerto de Gotemburgo. La Compañía Sueca de las Indias Occidentales, cuyo principal accionista era el rey, la convirtió en puerto franco, abriéndose al comercio de esclavos internacional. El puerto era empleado principalmente por barcos ingleses, daneses y franceses. Su ciudad capital Gustavia ha mantenido su nombre sueco. 

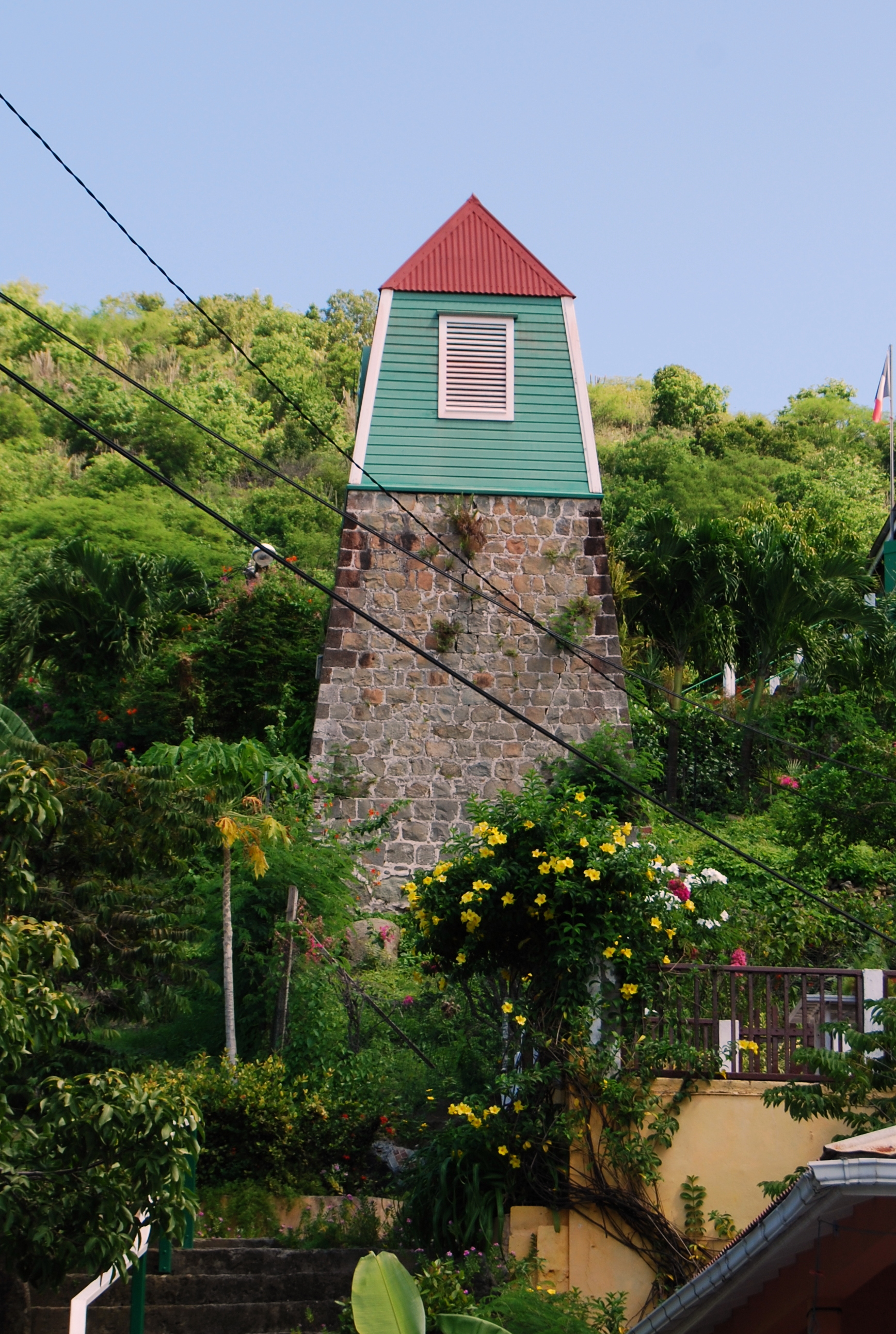
Campanario sueco de Gustavia del siglo XIX en San Bartolomé (Francia)
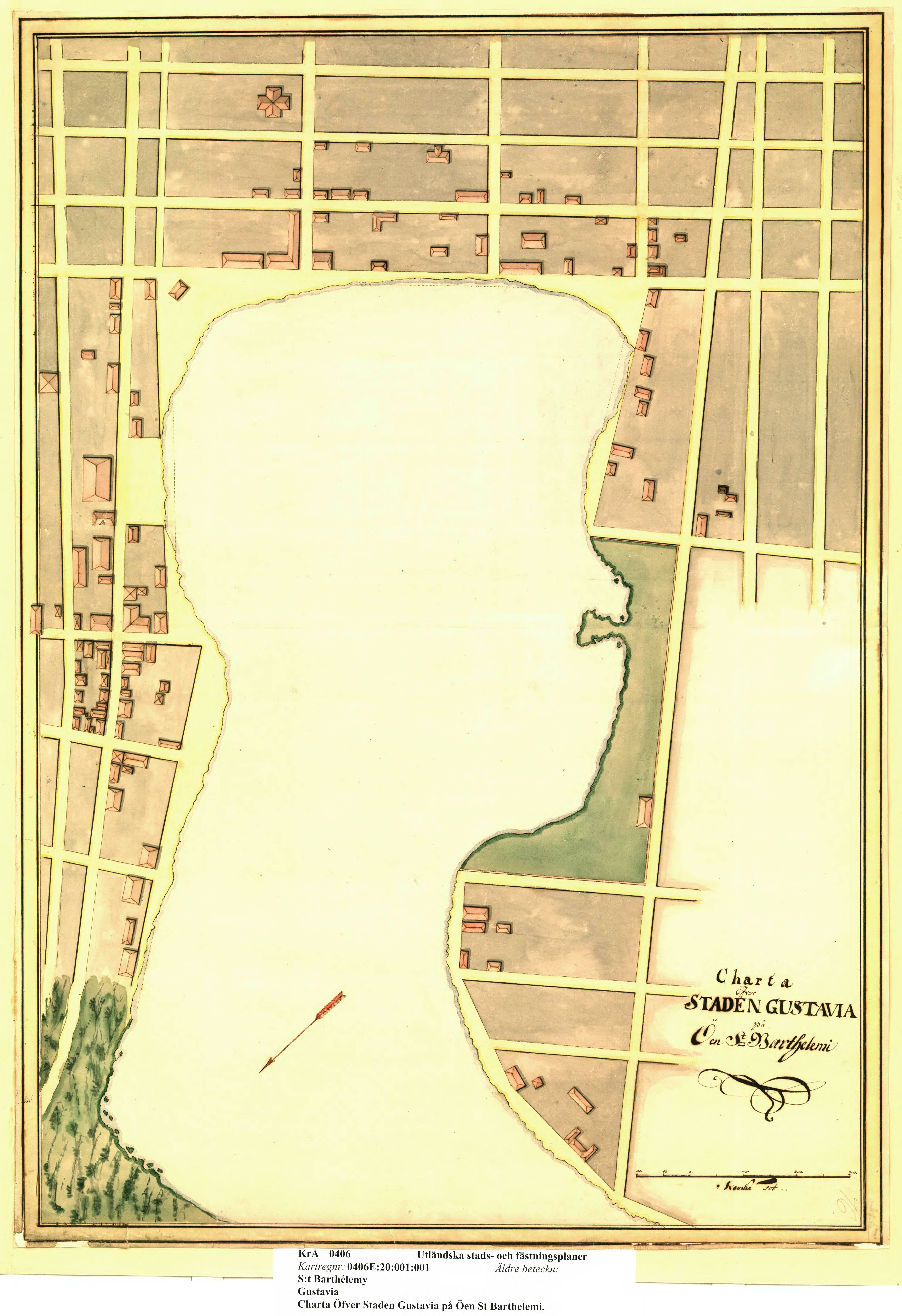
Mapa de Gustavia (1796)
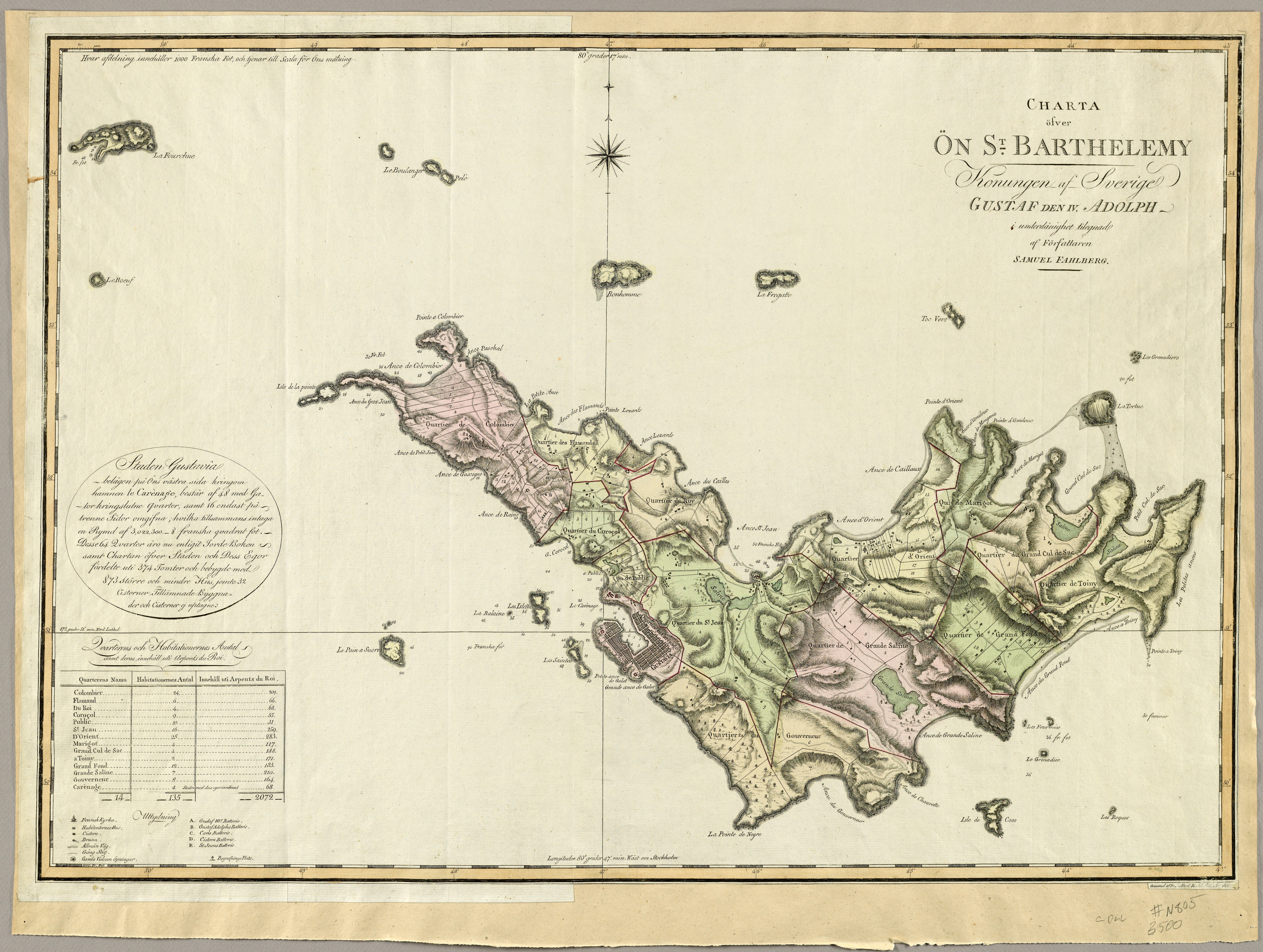
Mapa de San Bartolomé e islas adyacentes (1801)

A principios del siglo xix contaba con 6.000 habitantes y vivió un auge económico durante la guerra de 1812. De 1812 a 1844 fue una colonia en propiedad personal del rey Carlos XIII. En 1839 le fue revocada la condición de puerto franco y la esclavitud fue abolida en 1847. Su actividad portuaria continuó, siendo Inglaterra el principal socio comercial. Tras casi un siglo de ocupación, en 1878 el rey Oscar II negoció su venta a Francia por 400.000 francos.

## Guadalupe (1813-1814)
Además, de 1813 a 1814 Suecia obtuvo de Inglaterra la soberanía nominal de la isla francesa de Guadalupe, como compensación por su participación en las guerras napoleónicas. Posteriormente fue devuelta a Francia, dando origen al Fondo Guadalupe, una renta perpetua a favor de Carlos XIV Juan de Suecia y sus herederos hasta 1983.